# Флетчер, Брайан
Брайан Флетчер (англ. Bryan Fletcher, род. 27 июня 1986 года, Стимбот-Спрингс, Колорадо) — американский двоеборец и прыгун с трамплина, участник Олимпийских игр в Сочи. Лучший результат в Кубке мира — 7-е (2011). Участник чемпионата мира 2011 года (22 место на 10-километровке).

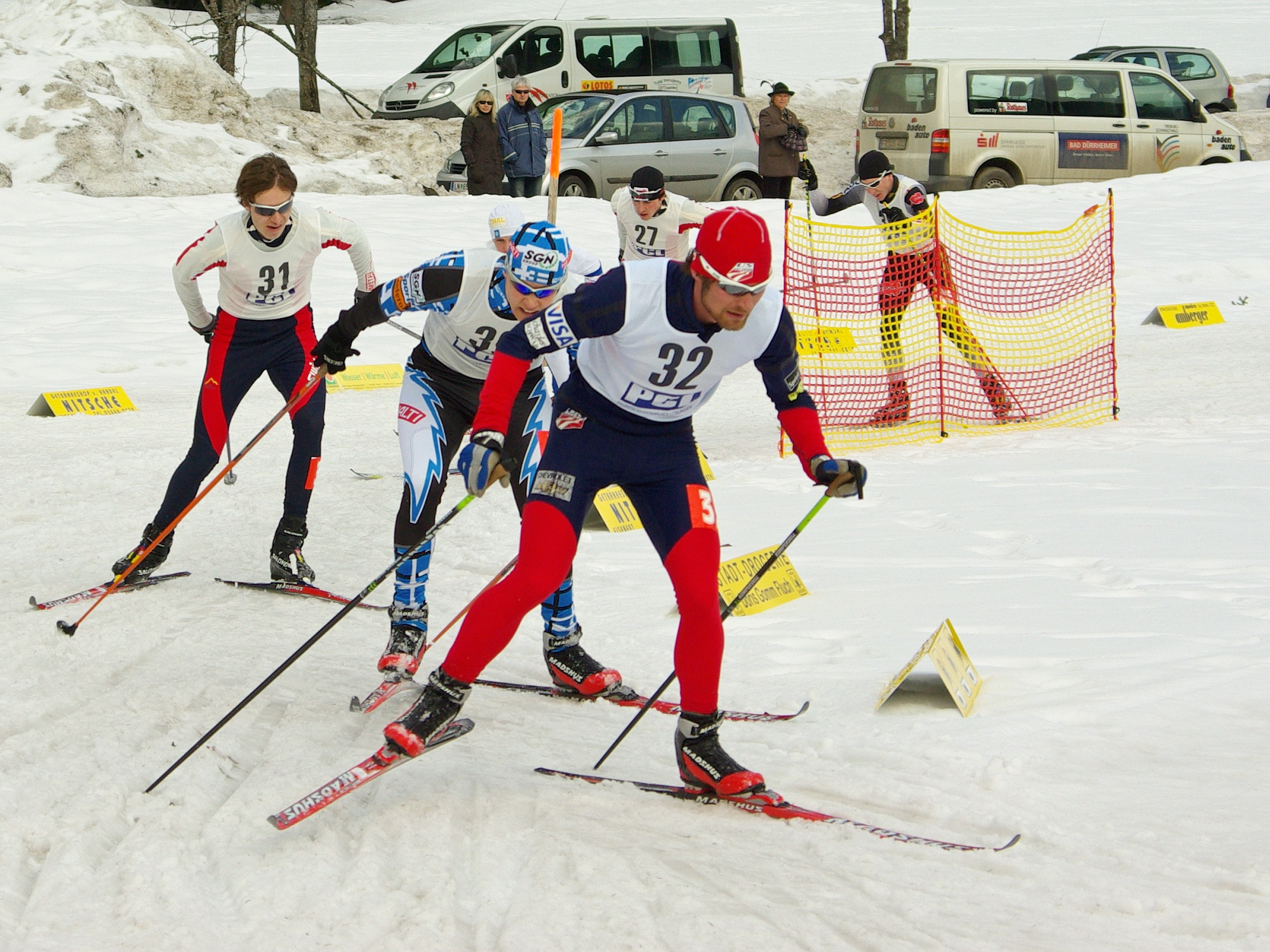
Брайан Флетчер в 2008 году

С трех лет лечился от лейкемии химиотерапией. В шесть лет пережил инсульт, от которого у него случилась потеря памяти: «Я помню все отрывками, как в больничном коридоре, мои родители разговаривали с врачами, а я по выражению их лиц пытался понять, хорошие новости они принесли или плохие». Прыжками на лыжах с трамплина занимается с четырёх лет.
Старший брат двоеборца, участника ОИ Тэйлора.